# Nagyvejke
Nagyvejke ist eine ungarische Gemeinde im Kreis Bonyhád im Komitat Tolna.

## Geografische Lage
Nagyvejke liegt 11 Kilometer nordwestlich der Kreisstadt Bonyhád. Nachbargemeinden sind Kisvejke, Závod, Kisdorog, Bonyhádvarasd, Aparhant und Mucsfa.

## Sehenswürdigkeiten
- Römisch-katholische Kirche Szent Imre herceg, erbaut 1776
- Standbild des Heiligen Florian (Szent Flórián szobor)

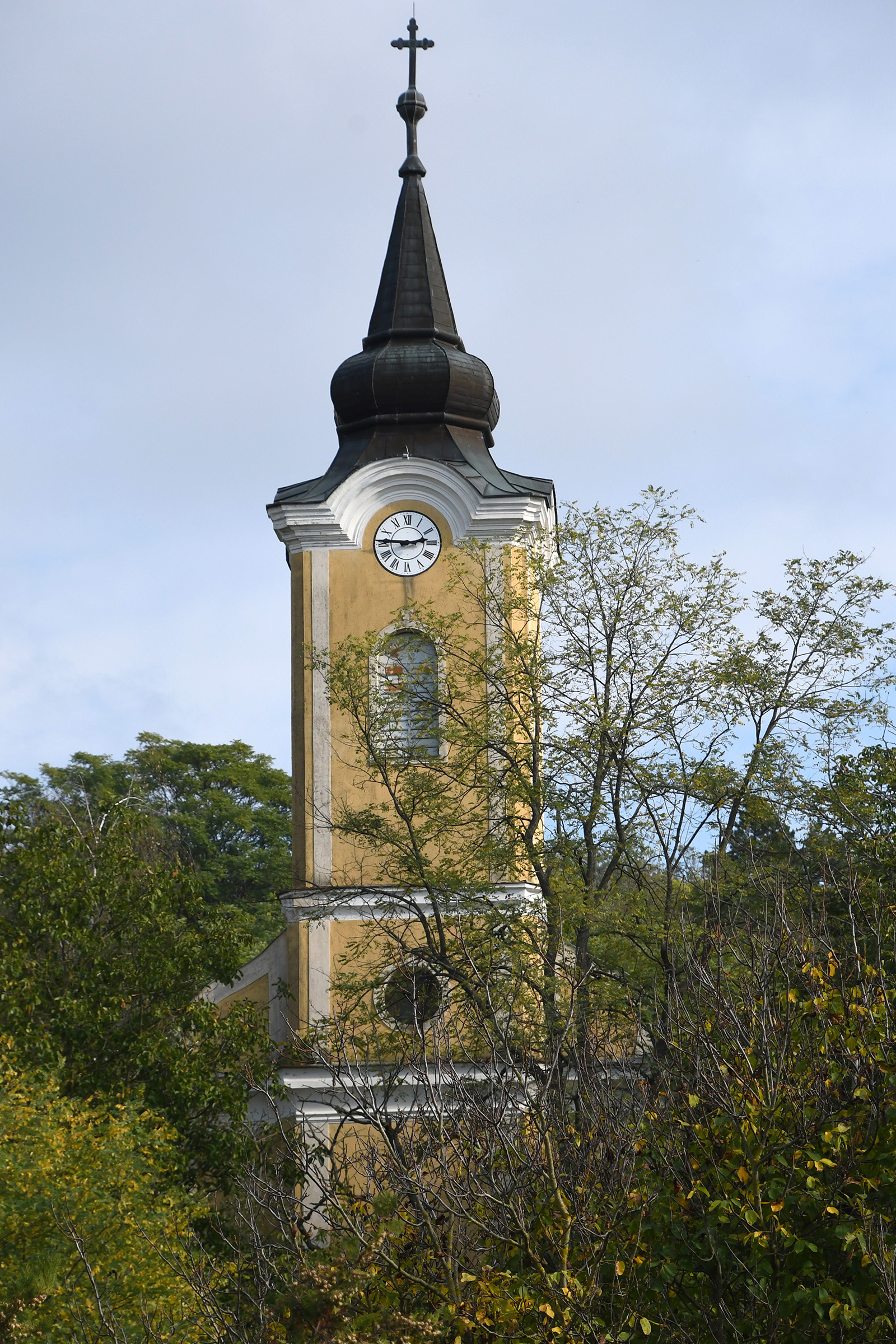
Turm der katholischen Kirche
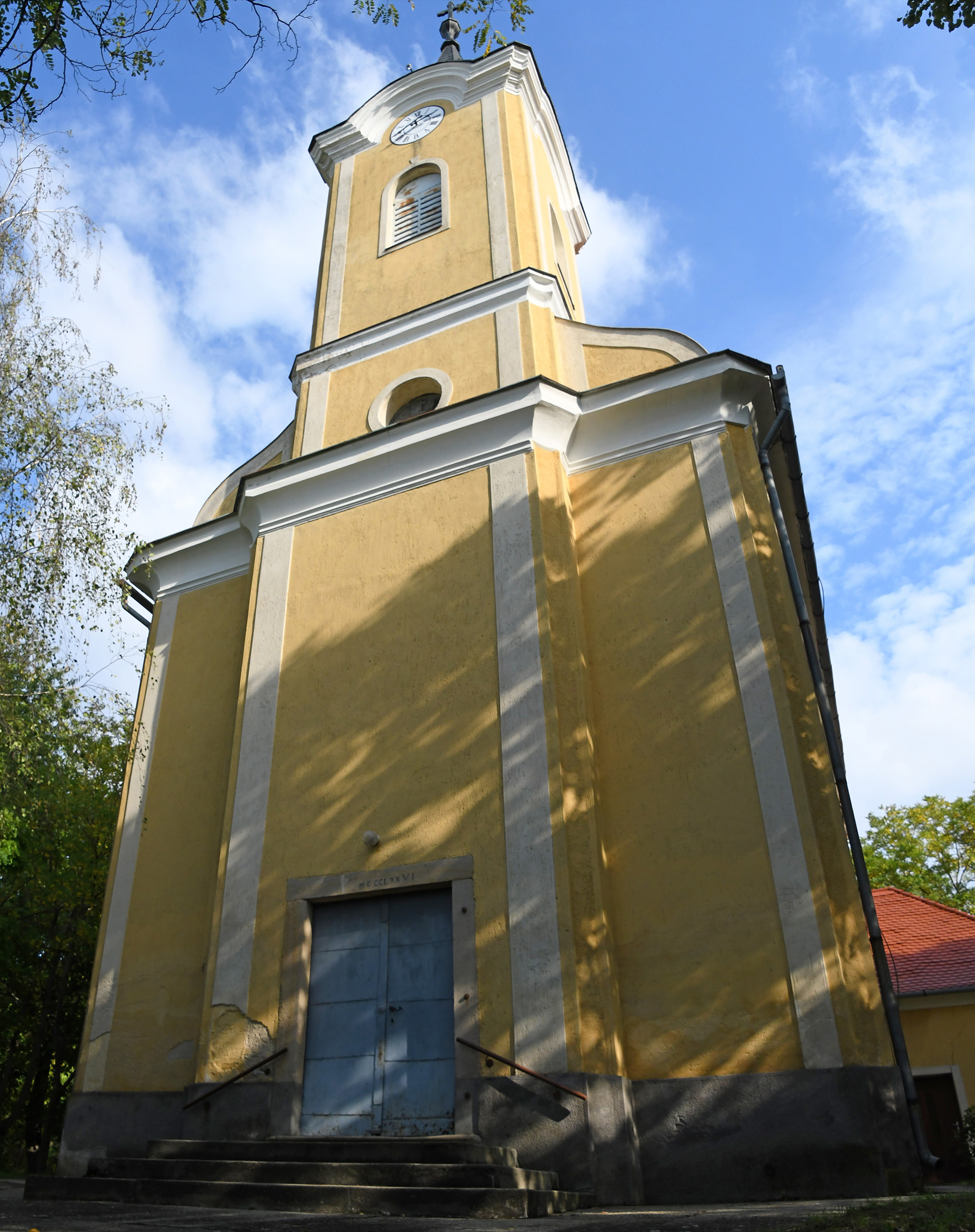
Katholische Kirche
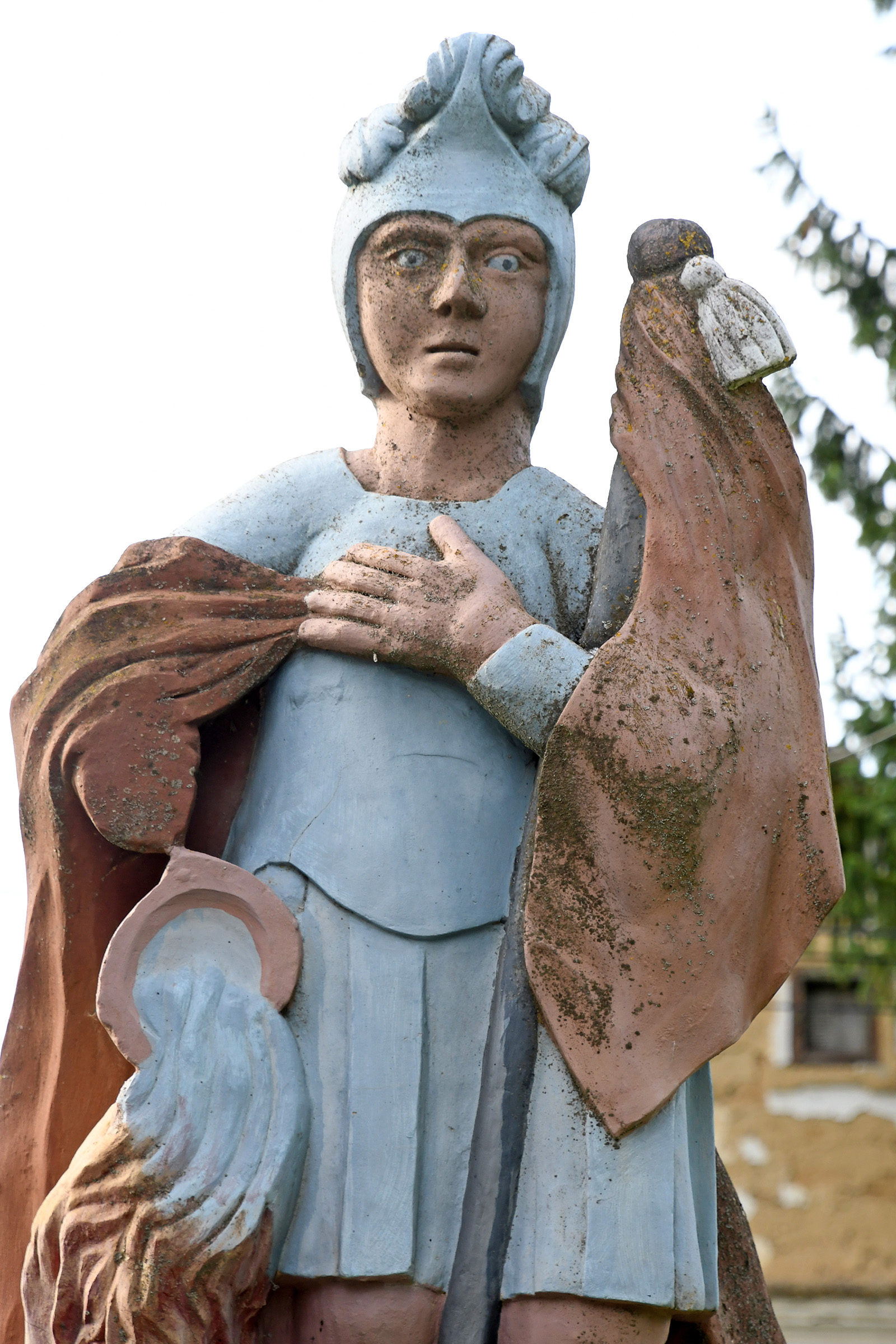
Standbild des Heiligen Florian
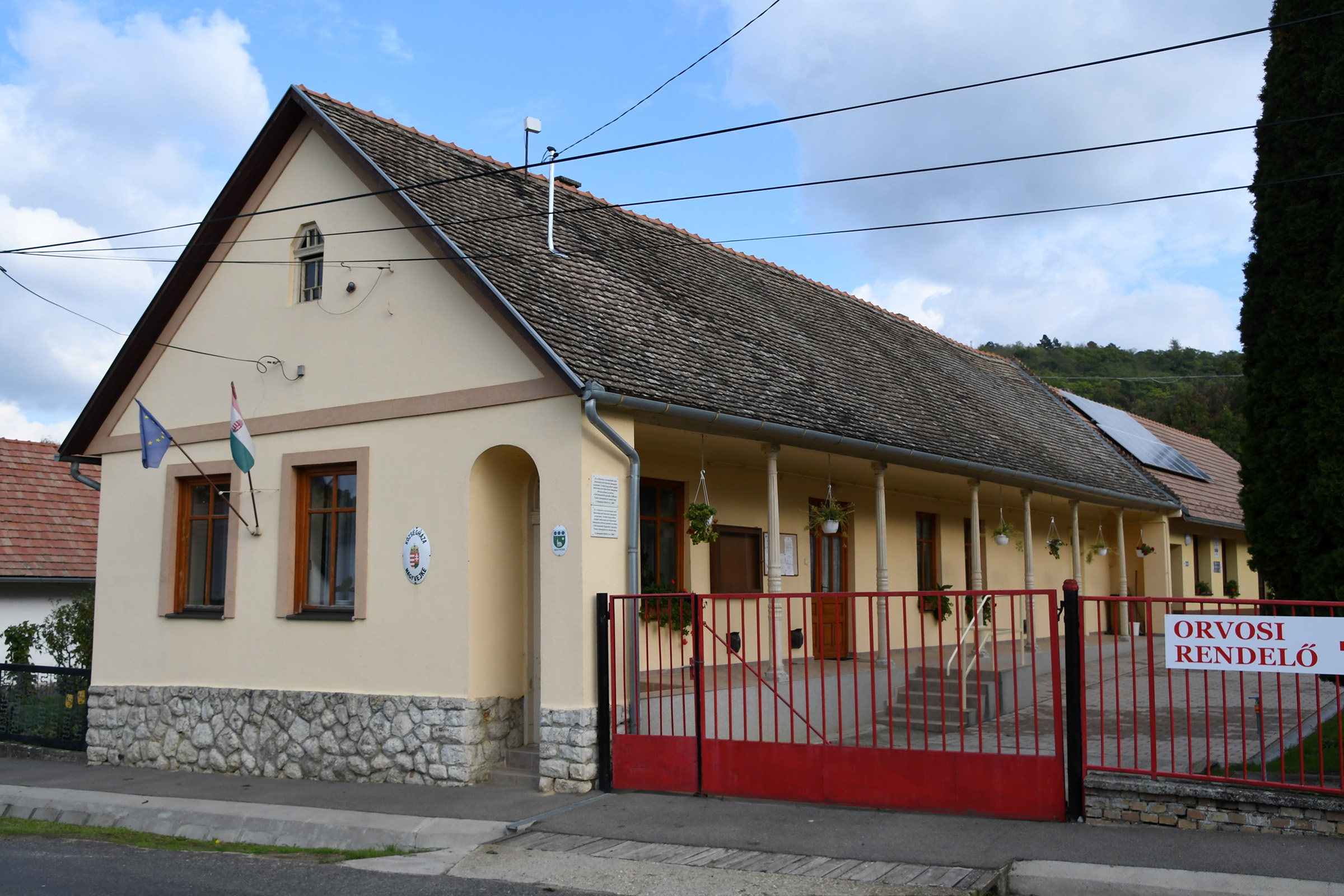
Gemeindeverwaltung

## Söhne und Töchter der Gemeinde
- Bálint Heil (* 1935), Chemiker und Hochschullehrer
- Martin Riedlinger (1920–2021), österreichischer Publizist

## Verkehr
Durch Nagyvejke verläuft die Nebenstraße Nr. 65164. Es bestehen Busverbindungen über Aparhant und Majos nach Bonyhád. Der nächstgelegene Bahnhof befindet sich südlich in Nagymányok.